# Love Is Forever
Love Is Forever is een Amerikaanse historische televisiefilm uit 1983 gebaseerd op de ervaringen van de Australische journalist John Everingham in Laos en Thailand. De film werd geschreven, geregisseerd en gecoproduceerd door Hall Bartlett en gecoproduceerd door Michael Landon, die de hoofdrol speelde in de film. Gefilmd in Thailand, werd het buiten de Verenigde Staten uitgebracht in bioscopen onder de titels Comeback en Passion and Valor en werd het eerst in Amerika op televisie getoond.

## Synopsis
Na de overname van Pathet Lao in Laos, is Australisch journalist John Everingham oorspronkelijk sympathiek over de actie, maar voelt dan dat de natie verandert in een politiestaat. Generaal Siegfried Kaplan, een Oost-Duitse adviseur van de geheime politie, heeft gemerkt dat westerse persbureaus onthullende nieuwsverhalen ontvangen die alleen door insiders in de regering hadden kunnen worden verstrekt. Kaplan belooft de beveiligingslekken te dichten en de bronnen van de verhalen te identificeren en te elimineren.
Everingham is de laatste westerse journalist die in Laos is gebleven. Om informatie te verzamelen wijst de generaal de aantrekkelijke Keo Sirisomphone toe om bevriend te raken met Everingham. De twee worden verliefd. Everingham wordt gearresteerd, maar in plaats van geëxecuteerd of gevangengezet wordt hij verbannen naar Thailand.
Everingham zweert terug te keren naar Laos om Keo te redden door te leren duiken en via de Mekong-rivier haar naar Thailand te brengen.

## Rolverdeling
| Acteur            | Personage                         |
| ----------------- | --------------------------------- |
| Michael Landon    | John Everingham                   |
| Laura Gemser      | Keo Sirisomphone (als Moira Chen) |
| Jürgen Prochnow   | Generaal Siegfried Kaplan         |
| Edward Woodward   | Derek McBracken                   |
| Priscilla Presley | Sandy Redford                     |
| David Leonard     | Steve Hammond                     |
| Cathy Bartlett    | Cathy Hammond                     |
| Gabriele Tinti    | Georges                           |
| William Kushner   | Clive                             |
| Eric Miller       | Frank Moseley                     |
| Dee Barouch       | Madeleine                         |